# Dungeon Crawl Stone Soup
Dungeon Crawl Stone Soup ist ein freies und quelloffenes Rogue-like Computerspiel. Es wird von Kritikern zu den besten traditionellen Rogue-likes gezählt. Die Spielformel von Linley’s Dungeon Crawl wird einerseits erweitert auf der anderen Seite jedoch das Gameplay stark zusammengefasst, so dass es Spieler nicht gleich überwältigt. Es wird daher insbesondere Genre-Einsteigern empfohlen.
Jeweils beim Release einer neuen Version findet ein rund 16-tägiges Online-Turnier statt. Im Sommer 2020 nahmen 2800 Spieler in 62125 Spieldurchläufen daran teil, von denen nur 548 das schwere Spiel wenigstens einmal gewinnen konnten, also offiziell eine Gewinnerquote von nur 3,01 Prozent.